# Garça (kommun)
Garça är en kommun i Brasilien.   Den ligger i delstaten São Paulo, i den södra delen av landet, 700 km söder om huvudstaden Brasília. Antalet invånare är 43 124.
Följande samhällen finns i Garça:
- Garça

Omgivningarna runt Garça är huvudsakligen savann. Runt Garça är det ganska tätbefolkat, med 60 invånare per kvadratkilometer.